# Icaricia saepiolus
Icaricia saepiolus is een vlinder uit de familie van de Lycaenidae (kleine pages, vuurvlinders en blauwtjes), uit de onderfamilie van de Polyommatinae (blauwtjes). De wetenschappelijke naam van deze soort is voor het eerst gepubliceerd in 1852 door Jean Baptiste Boisduval.

## Verspreiding
De soort komt voor in Canada en de Verenigde Staten.

## Ondersoorten
- Icaricia saepiolus saepiolus
- Icaricia saepiolus aehaja (Behr, 1867)
- Icaricia saepiolus rufescens (Boisduval, 1869)
- Icaricia saepiolus hilda (Grinnel & Grinnel, 1907)
- Icaricia saepiolus insulanus (Blackmore, 1920)
- Icaricia saepiolus amica (Edwards, 1863)
- Icaricia saepiolus gertschi (dos Passos, 1938)
- Icaricia saepiolus whitmeri (Brown, 1951)
- Icaricia saepiolus albomontanus (Austin & Emmel, 1998)
- Icaricia saepiolus littoralis (Emmel, Emmel & Mattoon, 1998)
- Icaricia saepiolus aureolus (Emmel, Emmel & Mattoon, 1998)
- Icaricia saepiolus maculosus (Austin, 1998)